# كارلا مورينو
كارلا مورينو (بالبرتغالية: Carla Moreno) هي تريثلت برازيلية، ولدت في 19 سبتمبر 1976 في ساو كارلوس في البرازيل.

## وصلات خارجية
- كارلا مورينو على موقع IAT Triathlon Database (الإنجليزية)
- كارلا مورينو على موقع اللجنة الأولمبية الدولية (الإنجليزية)
- كارلا مورينو على موقع أوليمبيديا (الإنجليزية)